# No. 101 Squadron RAF

Badge du No. 101 Squadron Royal Air Force

Les 101e escadron de la Royal Air Force est une unité militaire aérienne britannique.
Escadron de bombardement pendant les deux guerres mondiales, c'est un escadron de transport de ravitaillement en vol depuis 1984. 